# Republikanska ljudska stranka
Republikanska ljudska stranka (turško Cumhuriyet Halk Partisi, kratica CHP) je socialdemokratska politična stranka v Turčiji. Je najstarejša turška politična stranka: ustanovil jo je Mustafa Kemal Atatürk, utemeljitelj sodobne turške republike, in včasih se tudi stranka navaja kot ustanoviteljica sodobne Turčije. Simbol stranke je šest puščic, ki predstavljajo načela kemalizma: republikanstvo, reformizem, laicizem, ljudskost, nacionalizem in etatizem.
Stranka se je razvila iz različnih uporniških skupin. ki so obstajale v času turške vojne za neodvisnost in ki so se združile pod Atatürkovim vodstvom leta 1919 na kongresu v Sivasu. Leta 1923 se je »Ljudska stranka«, ki si je k imenu kmalu dodala »Republikanska«, razglasila za politično organizacijo in proglasila ustanovitev turške republike z Atatürkom kot prvim predsednikom. V enostrankarskem obdobju, ki je sledilo, je CHP v državi uvajala daljnosežne politične, kulturne, socialne in gospodarske reforme. Na oblasti je ostala do leta 1950, ko je izgubila na drugih večstrankarskih volitvah v zgodovini države. V letih po državnem udaru leta 1960 se je stranka postopoma pomaknila proti levi sredini, kjer se je dokončno utrdila, ko je leta 1972 vodstvo prevzel Bülent Ecevit. Po državnem udaru 1980 je bila CHP skupaj z vsemi ostalimi tedanjimi strankami prepovedana; leta 1992, na 69. obletnico ustanovitve, so jo znova vzpostavili pod prvotnim imenom in s sodelovanjem večine dotedanjih članov. Od leta 2002 je CHP glavna opozicijska stranka vladajoči konservativni Stranki za pravičnost in razvoj (AKP).
Trenutno (stanje 2024) je CHP s 128 poslanci v 600-članskem turškem parlamentu druga največja stranka za AKP, na lokalni ravni pa ponekod, vključno s Carigradom in Ankaro ter drugimi večjimi mesti, vladajoča stranka. Je članica Socialistične internacionale in Progresivnega zavezništva ter pridružena članica Stranke evropskih socialistov.

## Vodje stranke
- Mustafa Kemal Atatürk (1923–1938)
- İsmet İnönü (1938–1972)
- Bülent Ecevit (1972–1980)
- Deniz Baykal (1992–1995, 1995–1999, 2000–2010)
- Hikmet Çetin (1995)
- Altan Öymen (1999–2000)
- Kemal Kılıçdaroğlu (2010–2023)
- Özgür Özel (2023–)